# Ania Szlagowska
Ania Szlagowska (ur. 15 sierpnia 2000 w Nowym Sączu) – polska piosenkarka, kompozytorka i autorka tekstów.
17 października 2024 roku wydała swój debiutancki album „Pierwsza Płyta". Współpracowali przy nim m.in. Mariusz Obijalski, Dawid Płonka, Kuba Więcek oraz Kuba Karaś. 27 października 2024 wystąpiła w Studiu im. Agnieszki Osieckiej Polskiego Radio Trójka.
W 2025 roku była uczestniczką i półfinalistką telewizyjnego talent show Must Be The Music.
W 2025 roku została nominowana do Nagrody Fryderyk w kategorii Fonograficzny Debiut Roku.

## Życiorys
Pochodzi z okolic Nowego Sącza. Grała zawodowo w piłkę ręczną. Pisze autorskie piosenki od czternastego roku życia. Jest absolwentką Szkoły Muzycznej II st. im. Fryderyka Chopina w Warszawie. Jest kuzynką Toli Szlagowskiej.

## Twórczość
Tworzoną przez nią muzykę można określić jako alt pop z wpływami jazzu i folkloru.  
Gra z Miłoszem Olenieckim (P.Unity), Oskarem Augustynem (AWGS, Miętha) i Adamem Świerczyńskim (Rosalie., Sarsa). Występowali razem na takich scenach jak Męskie Granie, Letnia Scena by Kayax, NEXT FEST, Letnie Brzmienia czy Great September. 
17 października 2024 roku wydała swój wymarzony, debiutancki album zatytułowany "Pierwsza Płyta". Powstał we współpracy z najzdolniejszymi polskimi producentami, między innymi z Mariuszem Obijalskim (sanah, Margaret), Kubą Więckiem (Paulina Przybysz, Ten Typ Mes), Dawidem Płonką (Dominika Płonka) oraz Kubą Karasiem (Karaś/Rogucki, The Dumplings).
Symbolem jej płyty jest papryczka chilli.

## Dyskografia
| Rok  | Dane dot. albumu                                                                                                   |
| ---- | --- |
| 2024 | Pierwsza Płyta - Wydany: 17 października 2024 - Dystrybucja: MyMusic - Format: CD, digital download, streaming, LP |
| 2025 | Pierwsza Płyta +4 - Wydany: 14 marca 2025 - Dystrybucja: MyMusic - Format: digital download, streaming             |

### Single
| Rok  | Tytuł                                                                                 | Album             |
| ---- | ------------------------------------------------------------------------------------- | ----------------- |
| 2022 | "Polecam"                                                                             | Pierwsza Płyta    |
| 2023 | "WDŻ (Live)"                                                                          | Pierwsza Płyta    |
| 2023 | "Polecam (Live)"                                                                      | Pierwsza Płyta    |
| 2023 | "zabić drozda"                                                                        | Pierwsza Płyta    |
| 2023 | "bąbelki"                                                                             | Pierwsza Płyta    |
| 2024 | "Oslo"                                                                                | Pierwsza Płyta    |
| 2024 | "mleko i mood"                                                                        | Pierwsza Płyta    |
| 2024 | "Timothée"                                                                            | Pierwsza Płyta    |
| 2024 | "Tańczę do Ciebie" feat. Kuba Dąbrowski                                               | Pierwsza Płyta    |
| 2024 | "spokój w ciele"                                                                      | Pierwsza Płyta    |
| 2024 | "szkoda (ciche dni)" oraz Kuba Karaś                                                  | Pierwsza Płyta    |
| 2024 | "to jest piosenka świąteczna"                                                         | –                 |
| 2025 | "do osoby, z którą nie rozmawiam (akustycznie, początek trochę jak z The Last Of Us)" | Pierwsza Płyta +4 |

## Nagrody i nominacje
| Rok  | Konkurs        | Kategoria                 | Tytułem         | Wynik     | Źr.    |
| ---- | -------------- | ------------------------- | --------------- | --------- | ------ |
| 2025 | Fryderyki 2025 | Fonograficzny debiut roku | Ania Szlagowska | Nominacja | [ 13 ] |